# Liveinvolvo (video)
Liveinvolvo; oltre che il primo album live, è anche il primo DVD di Vinicio Capossela. Il video può essere considerato come una sorta di "antologia" del tour "Il Ballo di San Vito"; che raccoglie pezzi del concerto al teatro Supercinema di Padova e scene di viaggio dello stesso tour. Il CD e il video contengono brani diversi.

## Tracklist
1. Il Ballo di San Vito
2. Zampanò
3. Accolita di Rancorosi
4. Il Corvo Torvo
5. Scivola Vai Via
6. Che coss'è l'amor
7. Al Veglione
8. Body Guard
9. La Notte Se n'è Andata
10. Stanco e Perduto
11. L'Affondamento del Cinastic
12. Tanco nel Murazzo
13. Contrada Chiavicone
14. Il Pugile Sentimentale
15. All'1.35 Circa
16. Camera a Sud
17. Tornando a Casa

## Musicisti
- Vinicio Capossela: voce, pianoforte, fisarmonica, Fender Rhodes, tammorra.
- Luciano Titi: fisarmonica, organo Hammond, percussioni.
- Giancarlo Bianchetti: chitarre.
- Enrico Lazzarini: contrabbasso.
- Davide Graziano: batteria, percussioni.
- Piero Odorici: sassofoni, tamburello

## Crediti
- Produzione FILM MASTERCLIP
- Regia: Sabino Esposito.
- Direttore della fotografia: Tony Facchino.
- Producer: Francesca Maggiore.
- Direttore di produzione: Francesca Invernizzi.
- Direttore post produzione: Paola Tralli.
- Aiuto regista: Jean Marc Viel.
- Editor: Valentino Scheggia.
- Postproduzione: UVC.
- Operatori di ripresa: Angela Sala, Edo Sasso, Stefano Weiss, Fabrizio Bonini, Ioanni VIofiaskis, Antonio Alessi.
- Operatore jib: Stefano Paternella.
- Mixer video: Michele Quinto.
- Controllo camere: Andrea Raggiotto.
- Capo tecnico video: Ettore Cortesi.
- Service video: Live Production Parma.
- Macchinisti: Fabbrizio Raffo, Francesco Caffa, Riccardo Chiola.
- Capo elettricista: Roberto Pasutto.
- Elettricista: Max Confalonieri.
- Registrazione audio: Massimo Carpani, Studio Mobile Fonoprini, Bologna.
- Masterizzazione: Antonio Baglio, Nautilus, Milano.
- Tecnico del suono: Alberto Graziano.
- Fonico: Piero Maccarino.
- Regia luci: Beppe Castelluzzo.
- Materiali e backline: Audiocrick Service.
- Produzione spettacolo: Renzo Fantini, Concerto.
- Management sulla strada: Renato Striglia.